# 張明弼
張明弼（1584年—1652年），字公亮，南京鎮江府金壇縣人，明朝政治人物。

## 生平
崇禎六年（1633年）癸酉科中式應天鄉試第八十四名舉人，五十四歲中式崇禎十年（1637年）丁丑科進士，會試禮記房，第十六名，殿試三甲六十五名，刑部觀政，本年六月授廣東揭陽縣知縣。謫浙江按察司照磨，署杭州推官事，監軍平許都之亂，十七年甲申陞台州府推官，弘光元年（1645年）陞户部陝西司主事，因为憤怒馬士英、阮大鋮當國執政而不赴任。他當官十年，仍是租房而居，年六十九歲去世，著有《螢芝集》二十卷、《免角詮》十卷行世。

## 家族
曾祖張坤吾；祖張仲均；父張士弘；外祖父周維持。